# Flux elèctric
El flux elèctric es defineix com la integral del camp elèctric sobre una superfície:
{\displaystyle \Phi _{E}=\int _{S}\mathbf {E} \cdot d\mathbf {S} }
on
{\displaystyle \Phi _{E}} és el flux elèctric
E és el camp elèctric
dS és el vector normal al diferencial de superfície.
Per poder determinar el flux, cal que la superfície sigui orientable, ja que cal escollir en quin sentit prendrem els vectors dS. En cas que la superfíecie sigui tancada (no tingui vores), sempre prendrem el vector normal cap a fora.